# Родники (Белебеївський район)
Родники́ (рос. Родники, башк. Родники) — присілок у складі Белебеївського району Башкортостану, Росія. Входить до складу Малиновської сільської ради.
Населення — 259 осіб (2010; 262 в 2002).
Національний склад:
- росіяни — 50 %